# Знедолена (фільм)
«Знедолена» (Парія; англ. Pariah) — американський фільм-драма 2011 року, поставлений режисеркою Ді Рііс за її власним сценарієм. Прем'єра стрічки відбулася на кінофестивалі Санденс 2011 року, де вона була нагороджена премією за видатні досягнення в кінематографі .
У березні 2016 року фільм увійшов до рейтингу 30-ти найвидатніших ЛГБТ-фільмів усіх часів, складеному Британським кіноінститутом (BFI) за результатами опитування понад 100 кіноекспертів, проведеного до 30-річного ювілею Лондонського ЛГБТ-кінофестивалю BFI Flare.

## Сюжет
Аліка, 17-річна афроамериканка, мешкає з батьками і молодшою сестрою в Брукліні. Дівчина має талант до поезії, вона на хорошому рахунку в учителів місцевої школи. У вільний час вона тусується в клубах зі своєю подругою, відкритою лесбійкою Лаурою, поволі, але впевнено приходячи до прийняття своєї власної ідентичності як буч-лесбійки. Замість суконь Аліка носить мішкуваті чоловічі джинси і зручну чоловічу білизну. Її мати Одрі не схвалює ні одягу доньки, ні її дружби з Лаурою. Приховуючи зростаючі підозри про сексуальність доньки, Одрі змушує її носити жіночий одяг і намагається зупинити будь-який вплив на неї Лаури, наполягаючи, щоб замість неї Аліка подружилася з Біною, молодою дівчиною з її церкви…

## У ролях
| Адеперо Одує         | ···· | Аліка   |
| Пернелл Волкер       | ···· | Лаура   |
| Ааша Девіс           | ···· | Біна    |
| Чарльз Парнелл       | ···· | Артур   |
| Сахра Меллесс        | ···· | Шаронда |
| Кім Вайянс           | ···· | Одрі    |
| Шеміка Коттон        | ···· | Кендес  |
| Реймонд Ентоні Томас | ···· | Мак     |
| Ефтон Вільямсон      | ···· | Міка    |

## Визнання
| Нагороди та номінації фільму «Знедолена» | Нагороди та номінації фільму «Знедолена» | Нагороди та номінації фільму «Знедолена» | Нагороди та номінації фільму «Знедолена»                | Нагороди та номінації фільму «Знедолена» | Нагороди та номінації фільму «Знедолена» |
| Рік                                      | Кінофестиваль/кінопремія                 | Категорія/нагорода                       | Номінант                                                | Результат                                |                                          |
| ---------------------------------------- | ---------------------------------------- | ---------------------------------------- | ------------------------------------------------------- | ---------------------------------------- | ---------------------------------------- |
| 2011                                     | Кінофестиваль «Санденс»                  | Кінематографічна премія                  | Знедолена                                               | Перемога                                 |                                          |
| 2011                                     | Кінофестиваль «Санденс»                  | Гран-прі журі                            | Знедолена                                               | Номінація                                |                                          |
| 2011                                     | Афроамериканська асоціація кінокритиків  | Найкращий незалежний фільм               | Знедолена                                               | Перемога                                 |                                          |
| 2011                                     | Афроамериканська асоціація кінокритиків  | ТОП-10 фільмів                           | Знедолена                                               | Перемога                                 |                                          |
| 2011                                     | Афроамериканська асоціація кінокритиків  | Найкраща акторська гра                   | Едеперо Одуйє                                           | Перемога                                 |                                          |
| 2011                                     | Національна рада кінокритиків США        | Премія Свобода самовираження             | Знедолена                                               | Перемога                                 |                                          |
| 2011                                     | Премія «Готем»                           | Режисерський прорив                      | Ді Рііс                                                 | Перемога                                 |                                          |
| 2012                                     | Премія «Незалежний дух»                  | Найкраща виконавиця головної ролі        | Едеперо Одуйє                                           | Номінація                                |                                          |
| 2012                                     | Премія «Незалежний дух»                  | Премія Джона Кассаветіса                 | Ді Рііс (сценарист та режисер), Некіса Купер (продюсер) | Перемога                                 |                                          |
| 2012                                     | GLAAD Media Awards                       | Видатний фільм — Обмежений реліз         | Знедолена                                               | Перемога                                 |                                          |